# Comuna Sîrove, Vradiivka
Sîrove (în ucraineană Сирове) este o comună în raionul Vradiivka, regiunea Mîkolaiiv, Ucraina, formată din satele Bolharka și Sîrove (reședința).

## Demografie
Componența lingvistică a comunei Sîrove
     Ucraineană (96,94%)
     Alte limbi (1,9%)
Conform recensământului din 2001, majoritatea populației comunei Sîrove era vorbitoare de ucraineană (96,94%), existând în minoritate și vorbitori de armeană (1,1%).